# Macclesfield (Caroline du Nord)

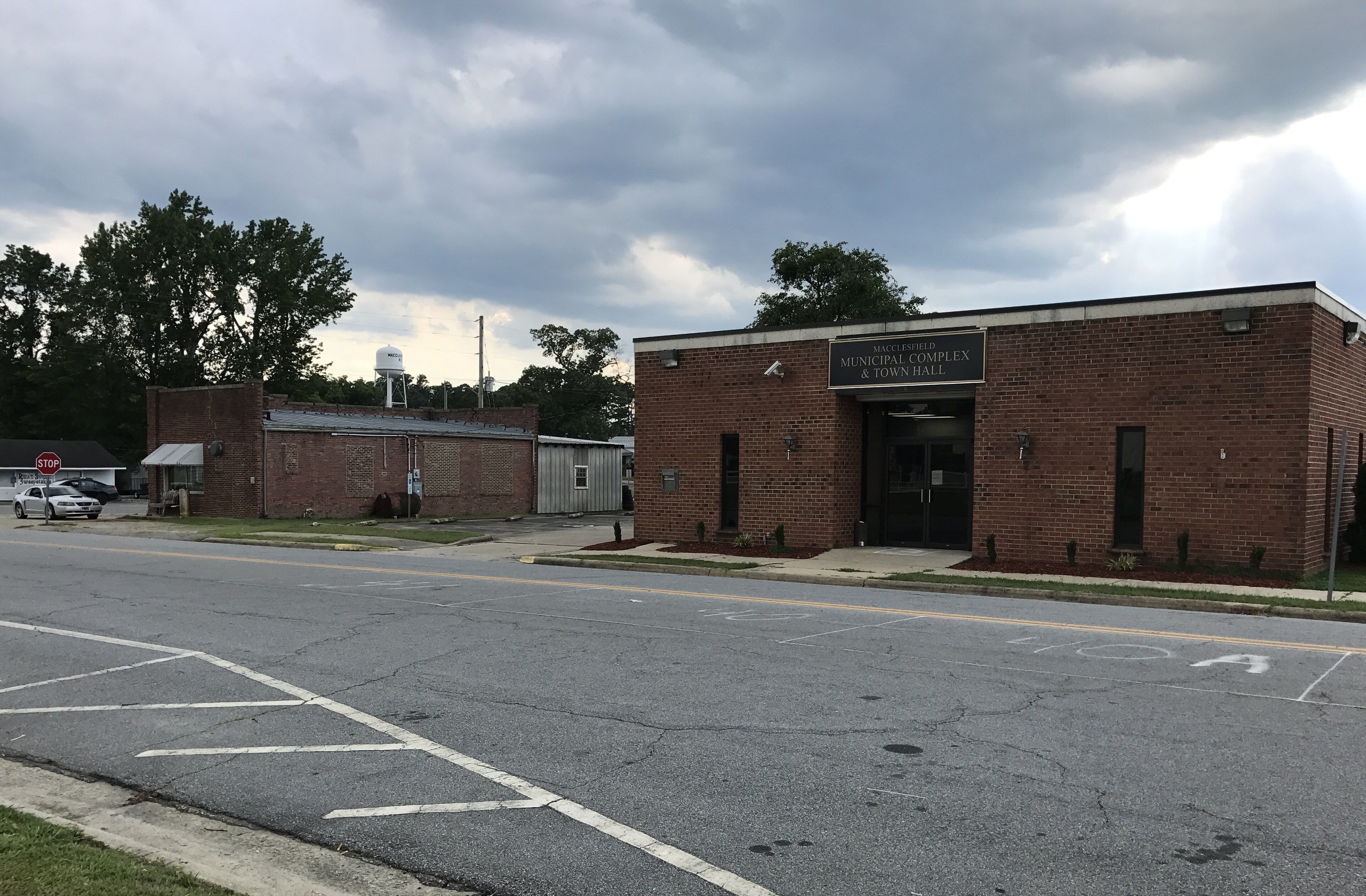
Macclesfield

Ne pas confondre avec la ville située en Angleterre, Macclesfield.
La ville de Macclesfield est située dans le comté d'Edgecombe, dans l’État de Caroline du Nord, aux États-Unis. Sa population s’élevait à 471 habitants lors du recensement de 2010, estimée à 445 habitants en 2016.

## Démographie
| 1970 | 1980 | 1990 | 2000 | 2010 | - |
| ---- | ---- | ---- | ---- | ---- | - |
| 536  | 504  | 493  | 458  | 471  | - |

## Source
- (en) Cet article est partiellement ou en totalité issu de l’article de Wikipédia en anglais intitulé « Macclesfield, North Carolina » (voir la liste des auteurs).